# Molobratia nipponi
Molobratia nipponi là một loài ruồi trong họ Asilidae. Molobratia nipponi được Hradský miêu tả năm 1980. Loài này phân bố ở vùng Cổ Bắc giới và châu Á.